# Ricardo Faty
Ricardo Faty (Villeneuve-Saint-Georges, 4 de outubro de 1986) é um futebolista franco-senegalês. Joga atualmente na Aris Salônica.
Jogou por muito tempo no Strasbourg, antes de assinar com a Roma, em maio de 2006. Seu irmão Jacques Faty joga pelo Rennes.

## Carreira
De 2002 a 2005, Faty jogou nas categorias de base do Strasbourg, até ter a oportunidade, em 2005, de aparecer como opção no time principal. No segundo semestre de 2006, teve a chance de defender a Roma. Em 2007, foi emprestado para o Bayer Leverkusen, onde jogou apenas duas partidas, fazendo com que fosse emprestado novamente, desta vez para o Nantes, no início de 2008.
Em 2010, assinou com o Aris Salônica.